# Білокриницький комбінат хлібопродуктів

Білокриницький комбінат хлібопродуктів є дочірнім підприємством ДАК «Хліб України».

## З історії
«Моє рідне село, моя Біла Криниця – 
Берегиня хлібів, колисанка святого зерна!
Як тебе я люблю, у піснях продзвенить залізниця…
Моє рідне село, я тобою пишаюсь сповна»
,- ось таким щирим поетичним рядком кличе до знайомства з пристанційним селищем Біла Криниця (Північно-Західний регіон Херсонщини) його мешканка, поетеса Світлана Богун.
Будівництво завершилося у 1959 році. у 1975 році було добудовано ще два корпуси елеватора місткістю 22, 4 тис. тонн (зараз місткість елеватора становить 33, 4 тис. тонн, складські ємності для зерна становлять 44, 9 тис. тонн).

## Сучасні дні
У структурі комбінату – крупоцех, комбікормовий завод, елеватор, склади, допоміжне виробництво. Точки прийому зерна оснащені автомобілерозвантажувачами – 10 одиниць, у тому числі для розвантаження великовантажних автомобілів – 9 одиниць. У разі потреби очищення зерна здійснюється на зерноочисних сепараторах БЦС-50, БЦС-100 в елеваторі і на зерноочисній станції КЗС-20.
На території комбінату є власна залізнична колія протяжністю 4, 5 км, а також тепловоз ТГК-2.
Для сушіння зерна та олійних культур використовується стаціонарні зерносушарки 2хДСП-32-ОТ та ДСП-50.
Упродовж останніх двох років у ході капітального ремонту здійснено відновлювальні роботи агрегатів зерносушарки 2хДСП-32-ОТ, добудовано зерносушарку ДСП-50. Ваги СЦГА-30 переведено на тензометричну основу з виведенням інформації на комп’ютер, подовжено платформу до 16 м, що дало змогу зважувати великовантажний автотранспорт вантажопідйомністю до 60 тонн. Збудовано дві точки відвантаження зерна на великовантажні автомобілі.
Підприємство має амбітні плани щодо повного використання потужностей і місткостей, що зараз перебувають на консервації, у числі котрих: комбікормовий завод та крупоцех.
Всі виробничі і соціальні програми ДП ДАК «Хліб України» «Білокриницький КХП» - це реальні задуми злагодженої дії команди однодумців, які пишаються своїм підприємством, пов’язуючи з ним своє майбутнє. У числі фахівців: Н.В. Жарик – головний економіст (стаж роботи на підприємстві – 32 р.); Н.І. Акулова – майстер елеватора (працює на підприємстві з 1982 р.);  О.М. Денисова – бухгалтер, вагар (стаж роботи на підприємстві – 35 р.); О.Л. Кілюшик – технік-лаборант (працює з 1983 р.); Р.М. Лафета – апаратник елеватора (стаж роботи 31 р.); Л.М. Маргарян – технік-лаборант (стаж роботи 30 р.); Н.Б. Уварова – бухгалтер (працює з 1978 р.); В.В. Біжко – слюсар (працює з 1983 р.) та багато інших самовідданих працівників.